# Haskell (Oklahoma)
Pour les articles homonymes, voir Haskell (homonymie).
Haskell est une ville du comté de Muskogee, dans l'État d'Oklahoma, aux États-Unis,. En 2010, elle compte une population de 2 007 habitants.

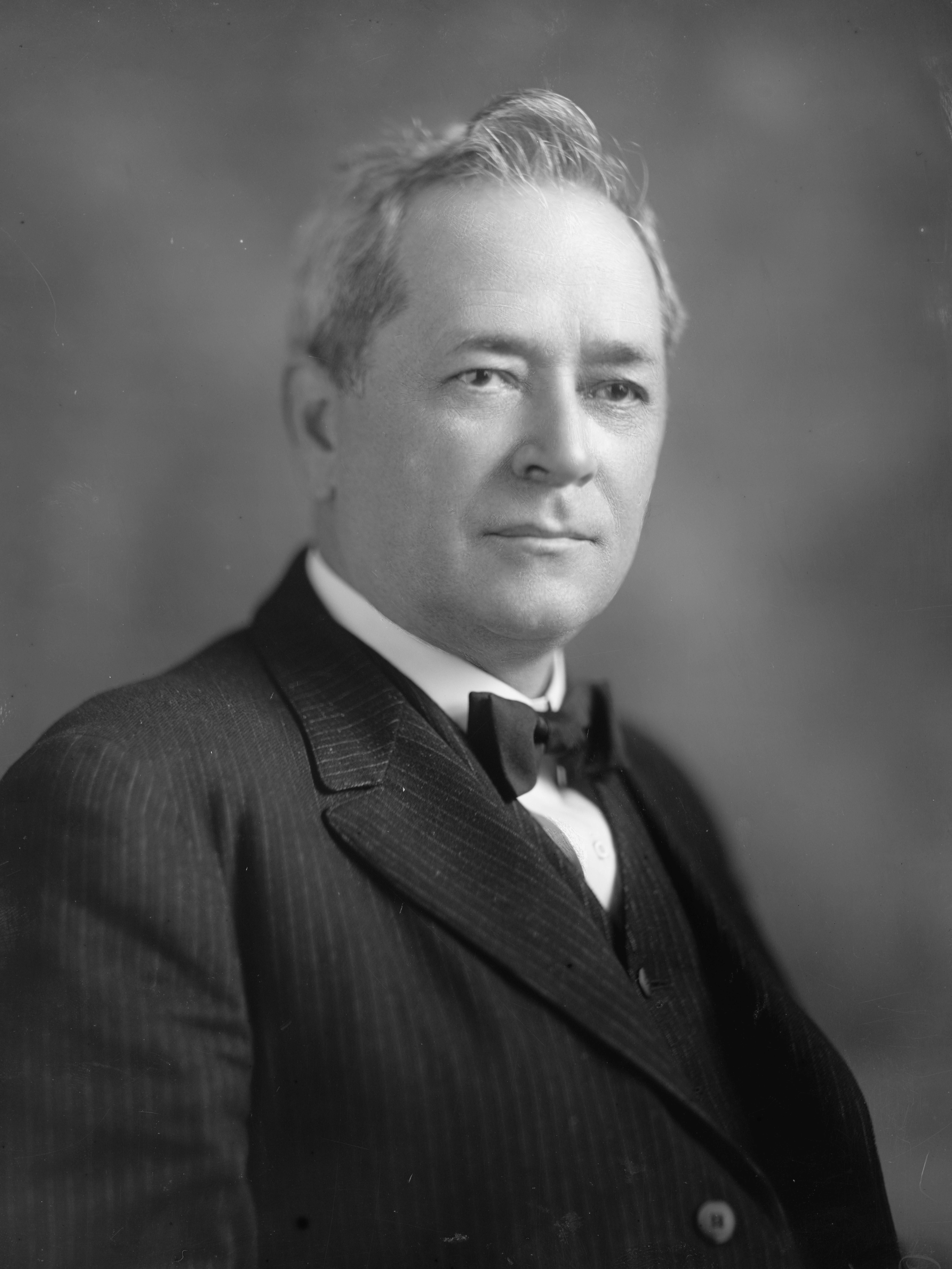
La ville a été nommée d'après le premier gouverneur de l'Oklahoma, Charles N. Haskell

## Démographie
Lors du recensement de 2010, la ville comptait une population de 2 007 habitants, tandis qu'en 2019, elle est estimée à 1 930 habitants.